# Recherche en danse
La recherche en danse désigne l'ensemble des recherches menées depuis, avec et sur la danse, y compris l'histoire de la danse (où elle permet de mettre en évidence des périodes antérieurement mésestimées), l'ethnochoréologie, la philosophie de la danse, l'analyse fonctionnelle du mouvement dansé, l'anthropologie de la danse, la critique de la danse et la recherche-création en danse.

## Histoire de la recherche en danse

### Aux États-Unis
Aux États-Unis, la recherche en danse en tant que discipline universitaire est relativement nouvelle, bien qu'on puisse la faire remonter au moins aux années 1960. En 1967, le premier volume du CORD Dance Research Annual écrivait : « L'un des problèmes les plus sérieux de la recherche en danse réside dans le fait que les lettrés dans le domaine ne sont pas encore reconnus par l'université. » Rapidement, et à la suite de ce constat, plusieurs revues visant à rassembler les chercheuses en danse sont créées : Cord News-Dance Research Journal fondée en 1969, Dance Chronicle en 1977, Dance Research en 1983, Women and Performance en 1983, et TDR. The journal of performance studies en 1988 [continuation du Tulane Drama Review].
Dans le contexte nord-américain, la discipline est largement influencée par l'émergence des études en genre, des études queers et des études critiques de la race, qui, par l'intermédiaire de chercheurs et de chercheuses comme Judith Butler, Peggy Phelan ou encore José Esteban Muñoz, contribuent à donner forme au caractère transdisciplinaire des études en danse.

### En France
En France, bien qu'on puisse faire remonter les premières thèses de recherches sur la danse au XIXe siècle, les études en danse ne commencent à prendre leur ampleur disciplinaire que dans les années 1980, avec la création de la revue La Recherche en danse, fondée en 1982 par Jean-Claude Serre. En 1984, Simone Clamens fait ouvrir une section « Danse et Arts du spectacle » au sein du Deug « Communication et Sciences du langage » de l’Université de Nice, et en 1989, le philosophe Michel Bernard, élève de Paul Ricœur, obtient la création d’un Diplôme d’Université de danse au sein de l’UFR « Arts et Philosophie » de Paris-VIII.

## Méthodologies
Les méthodologies de recherche en danse peuvent inclure la recherche descriptive, la recherche qualitative, la recherche par enquête, la recherche corrélationnelle, les études de cas, les expériences intersubjectives, les expériences de groupe, etc. En plus des recherches portant sur les aspects techniques ou esthétiques de la danse, les recherches dans le domaine de la danse incluent souvent des liens avec des disciplines scientifiques qui placent la danse dans son contexte, notamment l'histoire sociale et littéraire, la philosophie, l'anthropologie et les sciences médicales.

### Les sciences du sport et la danse
La science de la danse est l'étude scientifique de la danse et des danseurs, ainsi que l'application pratique de principes scientifiques à la danse, similaires à la science du sport. Ses objectifs sont l'amélioration des performances, la réduction des blessures et l'amélioration du bien-être et de la santé. Alors que les sciences de la danse couvrent un large éventail de domaines dans lesquels chercheurs et praticiens ont des parcours variés, l’un des intérêts unificateurs de ceux qui étudient et pratiquent les sciences de la danse est de promouvoir la santé, le bien-être et la performance optimale des danseurs.